# Теория культурных стандартов А. Томаса
Теория культурных стандартов (нем. Kulturstandard-Theorie)  — теория немецкого психолога и исследователя межкультурного менеджмента Александра Томаса, широко используемая для подготовки менеджеров и специалистов к работе на стыке культур.
Культурные стандарты можно определить как центральные признаки культурно-специфической системы. Автор определяет "культурный стандарт" как все виды восприятия, мышления, оценки и деятельности, которые большинством членов определенной культуры для себя лично и для других рассматриваются как само собой разумеющиеся, типичные и обязательные..
Чужое и собственное поведение оценивается и регулируется на основе этих культурных стандартов. Центральными культурными стандартами следует считать те стандарты, которые проявляются в самых разных ситуациях и регулируют широкие сферы восприятия, мышления, оценки и деятельности и особенно значимы для управления процессами межличностного восприятия, оценки и деятельности. Культурные стандарты структурированы иерархически и связаны друг с другом. Они могут быть выделены на различных уровнях абстракции — от общих ценностей до весьма специфических обязательных норм поведения.

## Определение
"Стандарт" представляется чрезмерно категоричным для явлений культуры, потому что вполне достаточными для этого статуса чаще всего оказываются параметры "относительно распространенное" и "относительно известное". Кроме того, ориентация на центральные стандарты снижает эвристический потенциал этого понятия с точки зрения изучения и описания частных, конкретных проявлений культуры. Следует также отметить, что бихевиористская основа усложняет его применение для исследования культурной специфики текстов и языковых явлений в целом.
Они становятся понятными только тогда, особенно в их культурно-специфическом разнообразии, когда люди из разных культур встречаются. Потому что тогда речь идет о соблюдении разных культурных стандартов. Пример: для Германии культурный стандарт «слабый контекст» относится к общению. Это означает, что жители Германии придерживаются ясного и краткого разговора о том, что случилось, без красочных описаний, намеков и т.д. Эта прямота не присуща почти всем другими культурам в мире. Если немец встречает, например, индейца, к которому применяется культурный стандарт «косвенное общение», недопонимание неизбежно. Индус сочтет немцев грубыми, немец подумает, что индус говорит о «кусте», или он вообще не понимает, на что намекают индейцы, и поэтому ясно говорит на своем «языке».
Исследование культурного стандарта представляет собой сильную культурную концепцию. То есть анализ начинается с индивидуальной культуры и всегда старается выделить соответствующую специфику. Речь идет не о сопоставимости универсальных аспектов. Культурные стандарты поднимаются из вышеупомянутых встречных ситуаций, поэтому они связаны с временным и пространственным контекстом. Это, в свою очередь, означает, что они могут меняться вместе с социальными изменениями. Не вызывает сомнений, что культурные стандарты также выполняют «функцию стереотипов», поскольку формируют категории. Однако, исходя из систематического анализа «реального опыта», они свободны от предвзятого характера.

## Культурный аспект
Культура представляет универсальную для общества, организации или группы типичную, бессознательную систему ценностных ориентаций, воплощающихся в специфических формах восприятия, интерпретаций, понимания группами и индивидуумам и существенных областей их социальной среды, из которых вытекают культурные различные оценки, решения и действия.
По словам Томаса, все люди живут в определенной культуре и развивают ее дальше. Поэтому культура - это нечто изменчивое, которое формируется из людей, развивается ими и передается следующим поколениям. При этом культура является базисом, на основе которого мы развиваемся и согласовываем наши действия. Культура как система ориентации создает «варианты действий и стимулы для действий, но также и условия для действий и устанавливает пределы для действий». Томас предполагает, что человеку необходимо найти свой путь по всему миру. Человек преуспевает, обладая достаточными знаниями о своем окружении и способностью вести себя согласно этим знаниям. Культура как система ориентации помогает нам получить ориентацию, потому что она передает коллективные и социально обязательные нормы и правила. В свою очередь, с помощью этих правил и норм мы можем автоматически «придавать смысл и значение вещам, людям, объектам и процессам, которые нас окружают», структурируя и понимая их.
В каждой системе культурной ориентации есть центральные черты, которые Томас называет «культурными стандартами». Они предоставляют членам определенной культуры руководство для их собственного поведения и соответствуют общим нормам, ценностям, убеждениям, правилам и отношениям внутри культуры. Собственное и чужое поведение контролируется, регулируется и оценивается этими культурными стандартами. Поэтому культурные стандарты служат ориентиром не только для контроля за своим собственным поведением, а также за ожиданием, восприятием, и оценкой поведения представителей других культур.
Культурные стандарты выполняют регулирующую функцию в большинстве случаев во взаимодействии с людьми. Таким образом, они эффективны в различных ситуациях и не ограничивается конкретной областью проблем. Эти центральные и текущие культурные стандарты считаются отличительными характеристиками для определенного культурного пространства. Культурные стандарты могут принимать различные формы, от общих ценностей до конкретных поведенческих правил, которые применяются в конкретной ситуации. Индивидуальный и групповой подход к культурным стандартам для регуляции поведения может варьироваться в пределах определенного диапазона толерантности.
Александр Томас разработал методы обучения, которые направлены на улучшение взаимодействия между людьми из разных культур путем обучения межкультурному общению и практическим навыкам, основываясь на теории культурных стандартов. Томас предполагает, что люди, которые растут в разных культурах, руководствуются разными стандартами. Поэтому автор видит важную задачу межкультурной психологии в том, чтобы определить и проанализировать культурные стандарты, которые регулируют действия в ситуациях межкультурных встреч с целью развития межкультурного обучения на основе культурных стандартов.

## Критика
Теорию культурных стандартов Александра Томаса чаще всего рассматривают исключительно в разрезе менеджмента. Однако автор рассматривает процесс становления и развития личности в контексте культурно-специфической обусловленности. Он отмечает, что в процессе социализации, включения индивида в культуру общества, взаимодействия с другими людьми субъект усваивает соответствующие образцы социально релевантного поведения. Таким образом, можно сделать вывод, что, становясь внутренним качеством личности, культурно-специфическая система ориентации функционирует автоматически и создает возможность для межкультурного взаимодействия и понимания особенностей других культур.
Нередко культурные стандарты сравнивают с теорией культурных измерений Г. Хофстеде и другими выдающимися трудами в сфере кросс-культурных коммуникаций в связи с близостью концепций и направлении идей кросс-культурного менеджмента.